# Volker Grabow
Volker Grabow (n. 27 septembrie 1956, Essen, Germania) este un canotor german, medaliat olimpic. A participat la 2 ediții ale Jocurilor Olimpice (1984, 1988) în care a câștigat o medalie de bronz.